# 日本農民党 (1926-1928)
日本農民党は、大正時代末期から昭和初めの日本に存在した無産政党の一つである。

## 概要
1926年（大正15年）10月17日、日本農民組合を脱退した平野力三を指導者とする日本農民同盟を主体として結成された。「農民は日本農民党へ」を標語とし、綱領で「産業国家の確立、農村文化の樹立」を掲げるなど、知識人を中心とする社会民衆党（社民党）に対抗する組合政党の色合いが強かった。1928年（昭和3年）12月、農民党の一部は日本労農党や無産大衆党と共に日本大衆党へ吸収された。しかし、旧無産大衆党系幹部と鋭く対立したため、大衆党を離党して地方政党を組織した上で、社民党に合流した。

## その他
- 1927年（昭和2年）に製作されたポスターは、「農民は日本農民党へ」とするスローガン自体は無難だったものの、背景の絵が「あまりに猛烈」であり、内務省により発禁処分を受けた[3]。